# بيل هادلي
بيل هادلي (بالإنجليزية: William Edward Hadley)‏ هو لاعب اتحاد الرغبي نيوزيلندي، ولد في 11 مارس 1910 في أوكلاند في نيوزيلندا، وتوفي في 30 سبتمبر 1992.